# Arroyo de las Palmas
Der Arroyo de las Palmas ist ein Fluss in Uruguay.
Er entspringt im östlichen Teil des Departamento Durazno. Von dort verläuft er in nördliche Richtung, um kurz vor seiner Mündung als linksseitiger Nebenfluss in den Arroyo Cordobés einen Richtungswechsel nach Osten hin vorzunehmen.